# Psidium huanucoense
Psidium huanucoense är en myrtenväxtart som beskrevs av Leslie Roger Landrum. Psidium huanucoense ingår i släktet Psidium och familjen myrtenväxter. Inga underarter finns listade i Catalogue of Life.